# Ihar Lapchyne
Pour les articles homonymes, voir Lapshin.
Ihar Olegovitch Lapchyne (né le 8 août 1963 à Minsk) est un athlète biélorusse spécialiste du triple saut.
Concourant sous les couleurs de l'URSS dès le milieu des années 1980, il se distingue durant les Jeux olympiques de 1988 en se classant deuxième de la finale du triple saut derrière le Bulgare Khristo Markov. En début de saison 1990, le Soviétique remporte son premier succès international majeur en dominant le concours des Championnats d'Europe en salle avec la marque de 17,14 m. Il se classe par la suite troisième des Championnats d'Europe en plein air de Split où il est devancé par son compatriote Leonid Voloshin et par Khristo Markov. En 1991, à Séville, Ihar Lapchyne devient champion du monde en salle du triple saut grâce à un bond à 17,31 m, devançant notamment Leonid Voloshin. 
Ses records personnels sont de 17,69 m en plein air (Minsk, 1988) et 17,31 m en salle (Séville, 1991).

## Palmarès
| Date | Compétition                    | Lieu    | Place | Marque  |
| ---- | ------------------------------ | ------- | ----- | ------- |
| 1988 | Jeux olympiques                | Séoul   | 2e    | 17,52 m |
| 1990 | Championnats d'Europe en salle | Glasgow | 1er   | 17,14 m |
| 1990 | Championnats d'Europe          | Split   | 3e    | 17,34 m |
| 1991 | Championnats du monde en salle | Séville | 1er   | 17,31 m |